# Attentia
Attentia is een Belgisch bedrijf, werkzaam in de sector personeelsbeleid. Het bedrijf telt 750 werknemers.
Het is ontstaan uit de bundeling van vier bedrijven uit de sector, namelijk 
- Seco-M (sociaal secretariaat)
- het Kinderbijslagfonds van Brabant en Alfa-Aurora (berekening en uitbetaling van kinderbijslagen)
- de (medische) preventiediensten Agathos-IID en Intermedical en
- het sociaal verzekeringsfonds Maas en Schelde

Het bestaat uit:
- Sociaal Secretariaat (Arbeidsovereenkomst, Sociale zekerheid, Collectieve arbeidsovereenkomst)
- Externe Dienst voor Preventie en Bescherming
- HR Consulting (Human Resource Management)
- Sociaal verzekeringsfonds